# Ploșceanka, Kreminna
Ploșceanka (în ucraineană Площанка) este un sat în așezarea urbană Krasnoricenske din raionul Kreminna, regiunea Luhansk, Ucraina.

## Demografie
Componența lingvistică a localității Ploșceanka
     Ucraineană (99,26%)
     Alte limbi (0,74%)
Conform recensământului din 2001, majoritatea populației localității Ploșceanka era vorbitoare de ucraineană (99,26%), existând în minoritate și vorbitori de alte limbi.